# 利川章雲
利川 章雲（としかわ あきくも、1965年12月9日 - ）は日本プロポケットビリヤード連盟 (JPBA) 所属のプロポケットビリヤード選手(第22期生)。大阪府出身、血液型はO型。愛称は「浪花のカリスマ」。明石家さんまに風体が似ていることから「さんま」との愛称でも親しまれる。ランブロスキュー、KAMUI契約スタッフ。

## 来歴・人物
15歳からビリヤードを始めて、1989年に23歳という若さでプロへ転向。ルーキーイヤーで全日本選手権で優勝する。1992年にも全日本選手権で優勝、続く1993年にはジャパンオープンでも優勝を果たし、国内の二大タイトルを獲得した。
1998年の世界ナインボール選手権ではその年の覇者となった高橋邦彦に敗れはしたものの、3位入賞を果たした。
2004年には全日本オープン14-1選手権で優勝、2007年にはエイトボールオープンで優勝するなど、あらゆる種目において強さを見せるオールラウンドプレイヤーのひとりである。

## 主な成績
- 1989年
  - 全日本選手権 優勝
- 1990年
  - 全日本選手権 3位
- 1991年
  - ジャパンオープン 準優勝
  - アジア選手権 準優勝
- 1992年
  - 全日本選手権 優勝
  - 北陸オープン 優勝
- 1993年
  - ジャパンオープン 優勝
  - 全日本選手権 準優勝
- 1998年
  - 世界ナインボール選手権 3位
- 2000年
  - ジャパンオープン 3位
- 2002年
  - アジア競技大会 日本代表
  - 北海道オープン 優勝
  - 北陸オープン 優勝
- 2004年
  - 全日本オープン14-1選手権 優勝
- 2007年
  - エイトボールオープン 優勝

## メディア出演

### VHS
- ビリヤード スーパーレッスン(vol.1 ～ Vol.2)

### ゲーム
- 撞球 ビリヤードマスター2